# Folketingssalen
 Der er for få eller ingen kildehenvisninger i denne artikel, hvilket er et problem. Du kan hjælpe ved at angive troværdige kilder til de påstande, som fremføres i artiklen.

Folketingssalen er mødelokale for de 179 medlemmer af Danmarks eneste parlamentariske kammer, Folketinget. Det er her, en stor del af de politiske forhandlinger og debatter finder sted, og salen er således et centrum for det politiske Danmark.
Folketingssalen er placeret i hovedfløjen på Christiansborg ud mod Christiansborg Slotsplads. Salen er i tre etagers højde med dronningeloge og tilhørerloge i 3. sals niveau. Folketingssalen domineres af medlemspladserne, der danner en halvcirkelformet hestesko med formandssædet i midten, vendt mod salen, samt talerstolen til venstre for formanden set fra formandens vinkel. Bag talerstolen var der tidligere ophængt et vævet billedtæppe af Berit Hjelholt kaldet Som en rejselysten flåde, ophængt i 1987. Dette blev permanent taget ned i forbindelse med renoveringen af folketingssalen i 2016, hvor vinduet bag talerstolen blev åbnet op. Billedtæppet blev doneret til Vendsyssel Kunstmuseum i 2017.
Til højre for formanden set fra formandens vinkel sidder en embedsmand fra Folketingets administration. På bagvæggen i Folketingssalen hænger der to store landskabsmalerier med lollandske motiver, begge malet af Olaf Rude. Over henholdsvis talerstolen og embedsmandssædet hænger to skærme, der viser hvilket punkt, der er til forhandling, ligesom skærmene viser resultaterne af afstemningerne i salen. Talerstolen er udført i en egekævle.
Begreberne højreorienteret og venstreorienteret afspejles i de politiske partiers placering i Folketingssalen, set fra formandens position. Partiet Venstres folketingsmedlemmer var oprindeligt placeret til venstre i salen, over for partiet Højre (det senere Konservative). Siden er Venstre flyttet til højre side af salen. Højre-venstre-opdelingen er dog ikke stringent, idet fx Socialdemokraterne sidder yderst til venstre, til trods for at partierne SF og Enhedslisten på den traditionelle højre-venstre-skala ligger længere til venstre; noget tilsvarende gør sig gældende for partierne i højre side af folketingssalen. De konservative medlemmer er ligesom deres forgængere i Højre[kilde mangler] placeret yderst til højre.
På hver plads er der en mikrofon og et afstemningspanel. Disse mikrofoner anvendes kun i Folketingets ugentlige spørgetid om onsdagen. Ellers anvendes talerstolen.
Folketingsgrupperne er placeret i 'blokke': de forreste pladser er reserveret til gruppeformænd og politiske ordførere. Medlemmerne er som oftest placeret efter anciennitet, således at medlemmer med højest anciennitet sidder forrest. Bagest sidder medlemmer med lavest anciennitet. Aboslut bagerste række til højre i Folketingssalen kaldes populært for "Grebningen". Ministrene sidder på de forreste pladser til venstre for talerstolen. Statsministeren tættest ved talerstolen, mens de øvrige minister sidder i den såkaldt statsrådsrækkefølge – den rækkefølge de sidder i, når der afholdes statsråd med dronningen. Bag ministrene er der i 1. sals niveau en presseloge, hvortil kun journalister med kontorer på Christiansborg har adgang.
Folketingets dronningeloge anvendes kun ved Folketingets åbning 1. tirsdag i oktober.
I forbindelse med renoveringen af folketingssalen i 2016-2018 blev salen gjort handicapvenlig. 